# Natica fulminea
Espèce
Natica fulminea est un coquillage de la famille des Naticidae.

## Distribution
Cette espèce se rencontre sur les côtes occidentales de l'Afrique. Il fréquente les fonds marins vers 50-60 mètres de profondeur.

## Description
Natica fulminea mesure de 20 à 35 mm.

## Liste des sous-espèces
Selon World Register of Marine Species (22 août 2010) :
- sous-espèce Natica fulminea cruentata (Gmelin, 1790)

## Philatélie
Ce coquillage figure sur une émission de l'Angola de 1974 (valeur faciale : 5 $).